# Боливийская академия языка
Боливийская академия языка (исп. Academia Boliviana de la Lengua) — общественная организация, объединяющая учёных, писателей и деятелей культуры, являющихся экспертами в сфере функционирования и развития испанского языка в Боливии. Основана в Ла-Пасе 25 августа 1927 года по предложению президента республики Эрнандо Силеса. Учредителями Академии выступили министр образования и животноводства Висенте Муньос Рейес, сенатор Франциско Ирасос и публицист Росендо Виллалобос, который стал первым директором Академии.
Академия была создана по образу и подобию Королевской академии испанского языка, в состав Боливийской академии были избраны учёные-лингвисты и писатели. Главными целями Академии, записанными в её Уставе, была защита и культивирование испанского языка. Согласно Уставу в редакции 2005 года, в состав Академии входит сорок человек.
До 1997 года Академия не имела собственного помещения и проводила свои мероприятия в кабинетах директоров или в домах своих членов. В 1997 году Культурный Фонд Центрального банка Боливии предоставил в её распоряжение отдельное здание.
Академия имеет постоянный комитет по лексикографии, который ведёт исследования особенностей боливийской лексики для включения «боливианизмов» в DRAE. Кроме того, с 1985 года Академия издаёт ежегодный журнал «Annals».
С 2017 года Академию возглавляет известный учёный-лингвист Хосе Мендоса Кирога.
Академия входит в Ассоциацию академий испанского языка.